# 水污染
水質污染是指對水體 (湖泊、河流、海洋、含水層及地下水等) 污染。若污染物沒有經過處理去除有害物質，就直接或是間接的排放到水中，就會引起水質污染，造成环境退化。
水質污染會影響整個生態系，包括水體內的所有動植物。這類的影響不只是針對個別物種或是特別地區的一些生物，也會對整個自然界造成影響。

## 简介

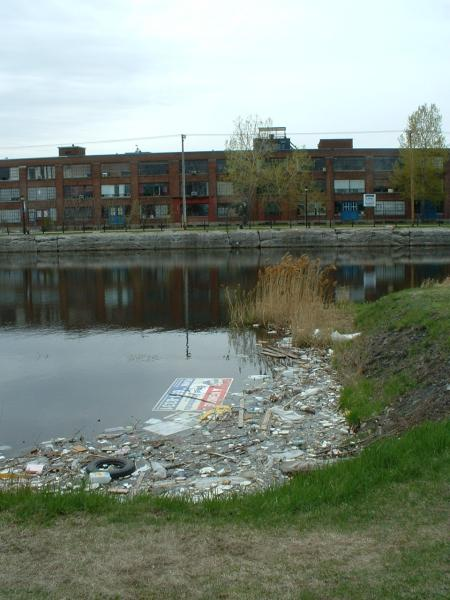
加拿大拉辛运河污染

水之所以受到污染，主要是受到人类污染物伤害。水污染是世界性主要问题之一，需要在各个层面（从国际到个人）推进水资源政策评估和修正。据信，水污染正成为世界死亡和疾病的主要黑手，全球每天大約有14,000人直接或間接因此而丧生。据估算，在印度每天约有580人死于水污染有关的疾病。中国水资源中约有九成被污染。2007年，有5000万中国人没乾净水喝。中国当局在2007年称国内7条主要江河中四分之一严重污染，毒性之大以至于能伤害皮肤。中国生态环境部2021年1月15日向媒体通报了2020年1-12月全国地表水质量状况，显示地级及以上城市中，铜川、沧州、邢台、东营、滨州、阜新、日照、商丘、淮北、临汾、沈阳、吕梁、潍坊、廊坊、辽源、通辽、天津、鹤壁、盘锦、聊城、连云港、菏泽、徐州、宿州、青岛、开封、淄博、四平、周口、玉溪30个城市国家地表水考核断面水环境质量相对较差(从倒数第1名至倒数第30名)。发展中国家面临着严峻的水污染问题，发达国家也头疼不已。例如，美国最新水质报告称，受调查的溪流中的44%，湖泊中的64%，海湾与江口的30%受到污染。

## 分类
地表水和地下水虽然彼此联系，但常常分开研究和管理。地表水流过土壤成为地下水，反之，地下水可以补给地表水。根据来源可以将地表水污染源分为两类。

### 点源污染

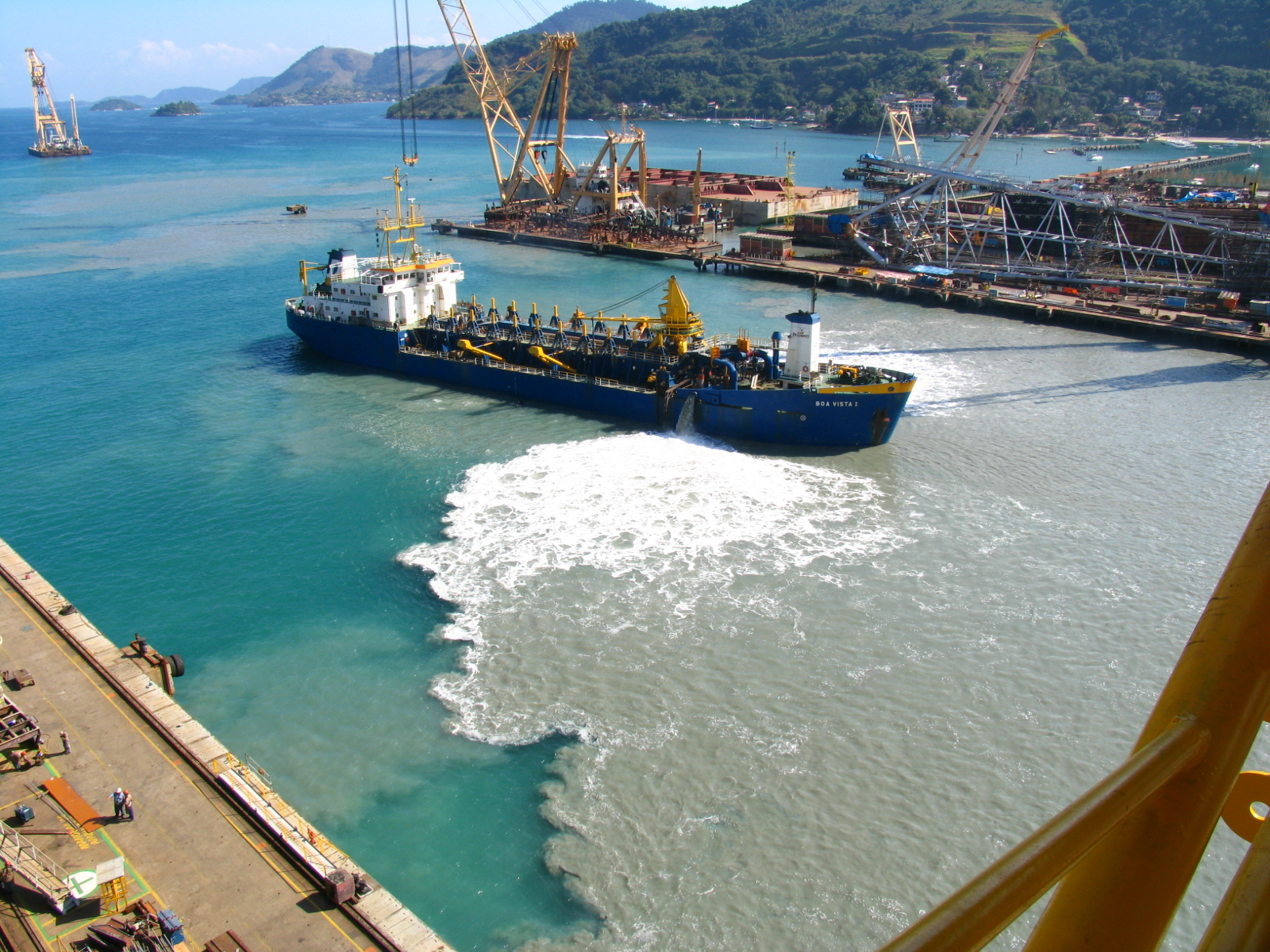
巴西里约热内卢造船厂的点源污染

点源水污染指进入水体的污染物来自单个确定来源，如水管或沟渠。这类例子有污水处理排放、工厂排放或城市下水道。美国的《净水法》要求点源排污得到监管。《净水法》对点源污染的定义于1987年修正，涵盖城市污水处理系统及工业下水道，如工地等。

### 非点源污染
非点源污染指污染物不是从单个源头扩散而来。非点源污染常常是大范围区域少量污染物累积而成。常见的例子是耕地肥料流失的氮。富营养的径流在雨后冲刷农田或林地，成为非点源污染例子。
受污染的雨水冲刷停车场、道路，成为城市径流，有时也被列在非点源污染行列中。然而，由于该径流通常由下水系统经管道排放至当地地表水域，再次成为点源污染。

### 地下水污染
地下水和地表水之间的互动关系很复杂。由此，地下水污染并不能简单地归为地表水污染。就其本质来说，地下水含水层易受的污染并不一定直接污染地表水体，而点源与否可能相对次要。漏在土地上的化学物质或放射性同位素虽然远离水体，并未造成点源或非点源污染，但却可以污染之下的含水层，造成有毒烟羽。烟羽的运动叫做羽状峰，可以通过水文学迁移模式或地下水模型来分析。对地下水污染的分析可以关注土地特征、场地地质、水文地质或污染物本质等。

## 污染物

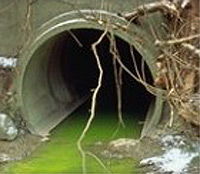
臭水沟

水中的污染物通常可分为三大类，即生物性、物理性和化学性污染物。生物性污染物包括细菌、病毒和寄生虫。到目前为止，有关致病细菌和寄生虫的研究较多，且已有较好的灭活方法。但对致病病毒的研究尚不够充分，也没有公认的病毒灭活要求标准。物理性污染物包括悬浮物、热污染和放射性污染。其中放射性污染危害最大，但一般存在于局部地区。化学性污染物包括有机和无机化合物。随着痕量分析技术的发展，至今从源水中检出的化学性污染物已达2500种以上。
水質污染物有多种来源，主要分为自然产生的和人为产生的两种。
- 自然产生的污染，如森林落叶落花，暴雨冲刷造成的污泥流入，火山喷发的熔岩和火山灰，矿泉带来的可溶性矿物质，温泉造成的温度变化等，如果是短期的，会造成水生生物死亡，但过后水体会逐渐恢复原来的状态，如火山喷发；如果是长期的，生态系统会变化而适应这种状态，如黄河长期被泥土污染，水變得黃色，不耐污的鱼类会消失，而耐污的鱼类如鲤鱼会逐渐适应这种环境，生长出黄河金色大鲤鱼。

- 人为产生的污染要复杂的多，其中工业由于采矿和生产制造，排出含有毒的重金属或难分解的化学物质，农业使用的农药和化肥，这些物质流入水体都会迅速杀死所有水生生物，并且使水体无法恢复正常状态。如果浓度低，也会逐渐在生物体内积累，造成无法弥补的损失。如日本发生的水俣病事件，就是工业排出的低浓度汞，在水中微生物作用下转化成可溶性甲基汞，逐渐在水虫体内积累，鱼吃水虫后甲基汞在鱼体内逐渐积累，人吃鱼后在人体内积累，积累到一定浓度，人就开始发病，而且无法治愈。DDT农药也是先在鱼体内积累，水鸟吃了鱼后也在体内积累，即使还不到发病浓度，但鸟产下的蛋变成软壳，无法孵化。据说美国国鸟白头海雕濒临灭绝的原因就在于此[13]。

除了工农业污染物外，随着人口增加，人类生活污水也增加了排放量，如洗澡、厨房、厕所等，这类水虽然不含有毒物质，但含有大量含氮、磷的植物营养物质，促使水中藻类迅速超常地繁殖并吸收溶解氧，同时大分子的有机物被微生物分解也消耗水中的溶解氧，因此造成水体成为缺氧状态，藻类死亡还产生有毒物质，致使水中鱼类大量死亡。在海水中一般迅速繁殖的藻类是红色的，因此叫“赤潮”，在淡水中的藻类可能有各种颜色，所以叫“水华”。水体出现赤潮和水华都表明是污染状态。
目前地球表面虽然有70%是被水覆盖，但人类可利用的淡水资源不足1%，淡水资源又是经常被人类活动污染的对象，被污染的水体要想恢复是非常困难的，因此进行水污染控制是非常必要和迫切的，需要全球合作进行。

### 病原体

南亚水污染教育海报

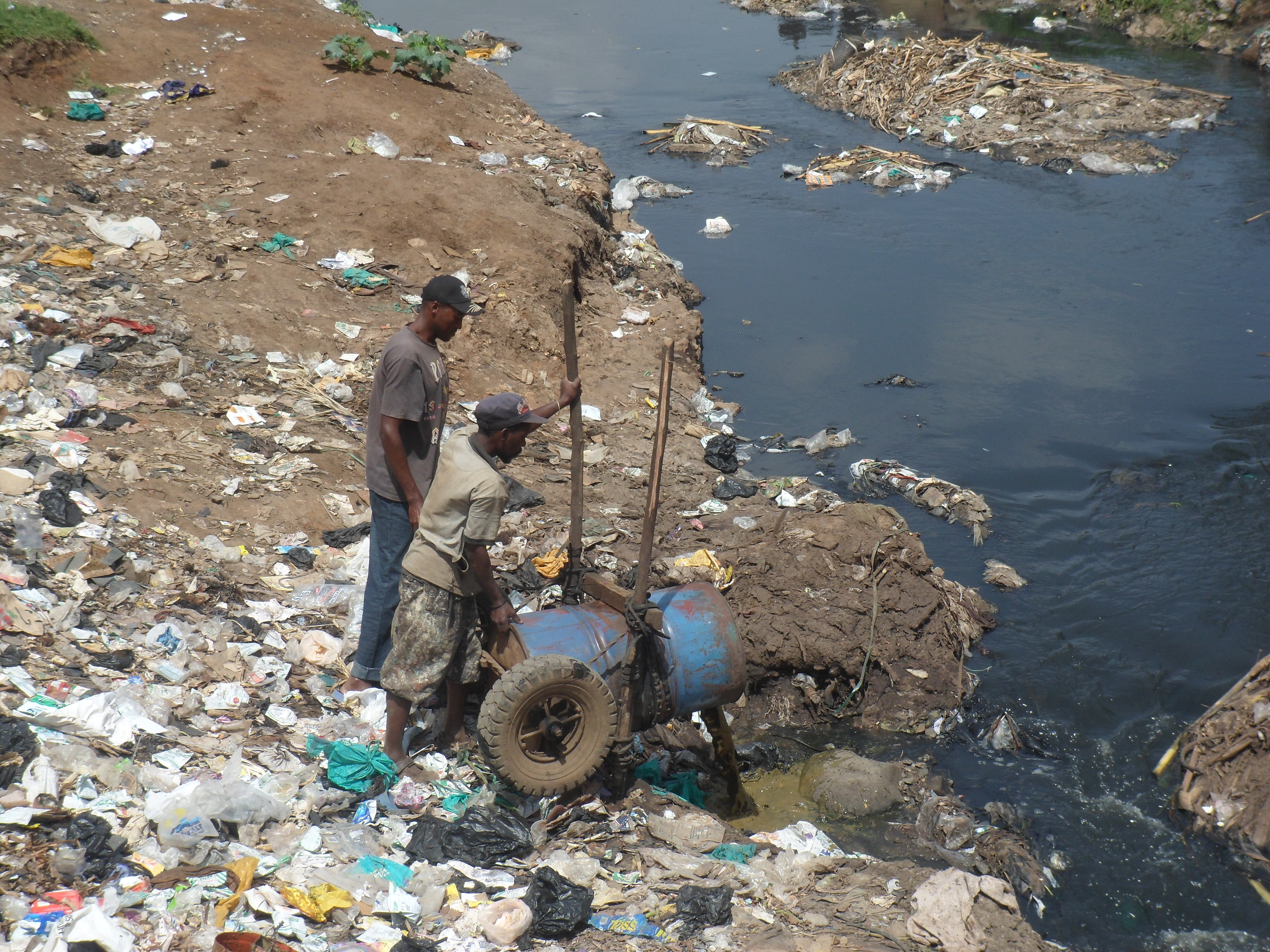
从坑厕掏出的大粪被倒入科羅戈喬附近的河里，肯尼亚内罗毕

导致疾病的微生物被称之为病原体。虽然大多数细菌既不致病也没用处，但一些细菌会导致疾病。大肠型细菌虽然不会导致疾病，但常被用作水污染细菌指标。其它在地表水出现的微生物有时也会致病，如：
- 类鼻疽伯克氏菌
- 小隐孢子虫
- 蓝氏贾第鞭毛虫
- 沙门氏菌属
- 诺如病毒及其它病毒
- 寄生虫，包括血吸虫类型 [14][15]

高浓度病原体可能来自就地卫生系统（化粪池、旱厕）或排放未经足够处理的污水。这也可能是污水处理厂二级处理不佳所致（多发生在欠发达国家）。在发达国家，老城破旧的污水系统泄露（管道、泵、阀门）会导致卫生下水系统满溢。有的城市有合流下水系统，会因雨水冲刷而排放未经处理的污水。 淤泥（污水排放带来的沉积物）也会污染水体。

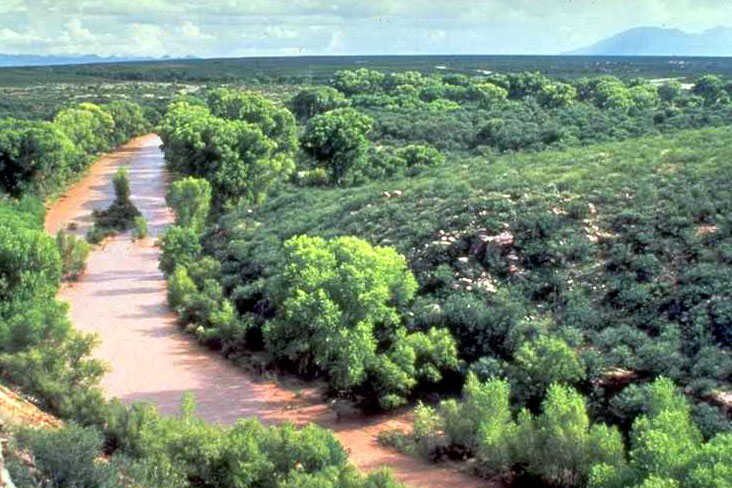
浑浊的河流充满沉淀物

病原体也可能是家畜管理不佳所致。

### 有机、无机和可见污染物
污染物可以包括有机和无机化合物。
水中有机污染物包括：
- 排泄物
- 动物死后的腐烂尸体
- 未降解的植物碎屑
- 清洁剂和饮用水消毒后的副产品，如氯仿
- 食品加工业残余，包括需氧物质、油腻等

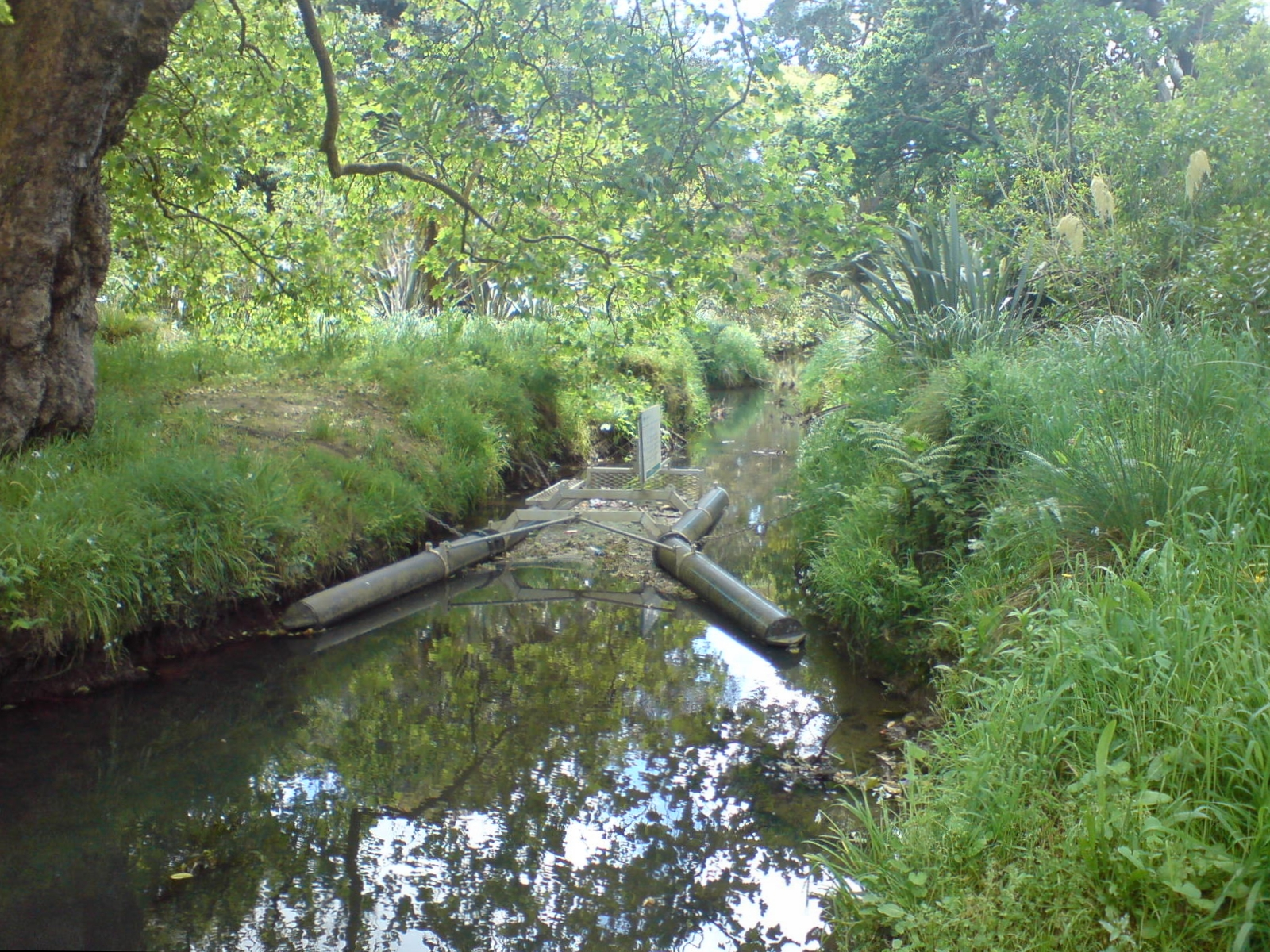
新西兰奥克兰城河中搜集垃圾的吊杆

- 杀虫剂和除草剂，一系列氯氟化碳和其它化合物
- 石油碳氢化合物，包括从雨水和径流中的燃油（汽油、柴油、煤油和重油）、润滑油、燃油燃烧后的副产品，[18]
- 挥发性有机物，如不合理存放的工业溶剂
- 有机氯化合物，包括质密非水溶液体，会沉积在湖底
  - 多氯联苯
  - 三氯乙烯
- 高氯酸
- 各种个人卫生和化妆产品化合物
- 药品污染，包括药品及其代谢产物

水中无机污染物包括：
- 酸，来自工业排放（特别是发电厂的二氧化硫）
- 氨，来自食品加工废料
- 化学废料，来自工业副产品
- 肥料，包含养分（硝酸盐和磷酸盐），来自农业、商业和居民区雨水径流[18]
- 重金属，来自机动车辆（通过城市雨水径流）[18][19]和含酸矿山排水
- 矿物杂酚油排入水域生态系统
- 淤泥（沉积物），来自建筑工地、伐木、刀耕火耨和土地清理径流等。

大型污染物，即水面可见物品，或海洋废弃物，包括：
- 垃圾，人们仍在地上的（如纸、塑料、厨余）及意外遗弃的废弃物被雨水冲刷最后进入地表水。
- 塑料
- 沉船

### 热污染

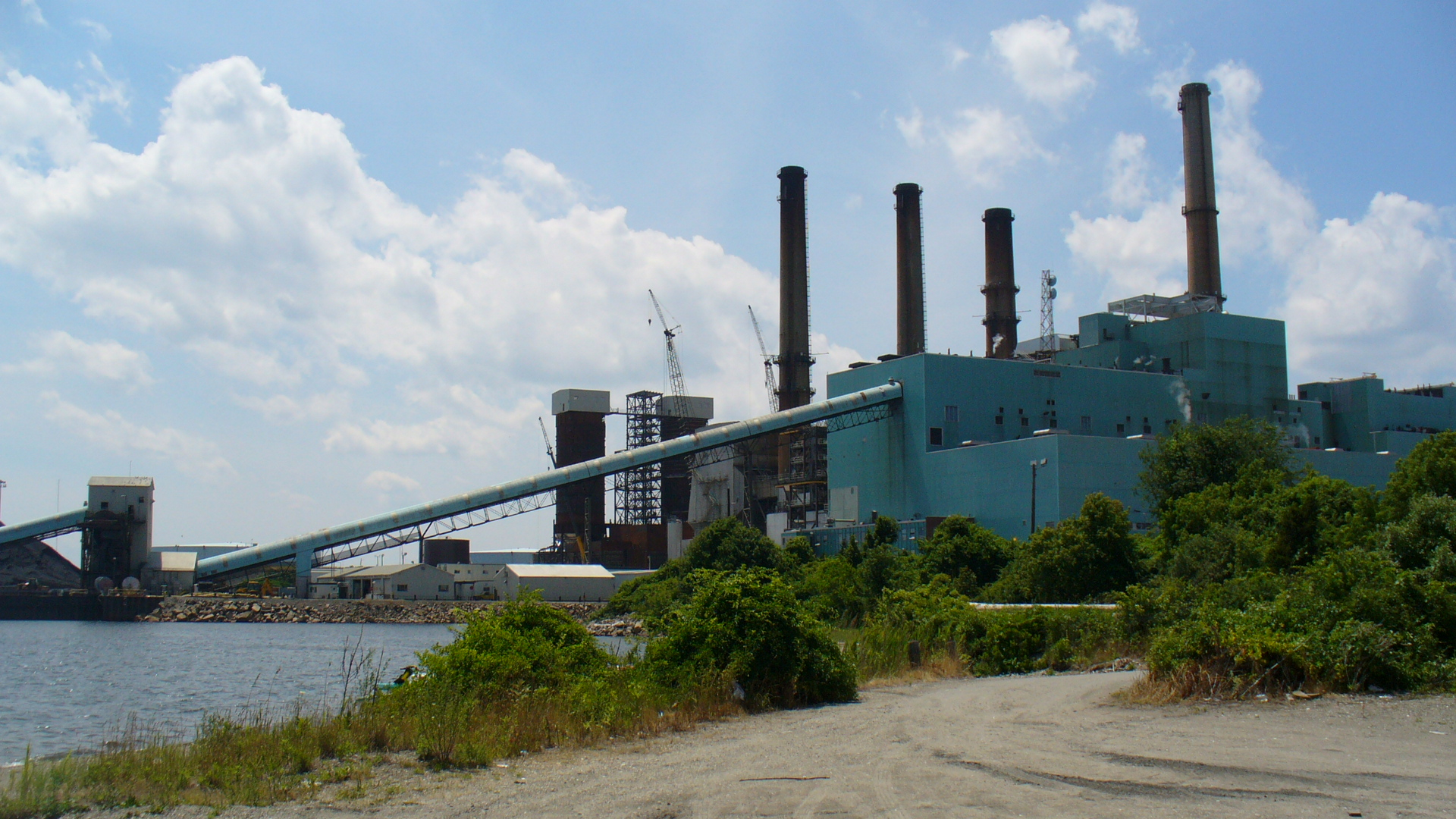
麻省发电厂向芒特霍普湾排放热水

热污染是因人类影响导致水体溫度升降的问题。不同于化学污染，热污染改变了水体的物理性质。常见的热污染是发电厂或工厂用水做冷却剂。水温上升降低了含氧量，杀死了鱼类，改变了食物链组成，削减了生物多样性，为嗜热生物入侵提供了环境。城市径流也会提升地表水温度。
热污染也可以指水库底层向温暖的河流排放冷水造成的问题。

## 水污染物流动和化学反应

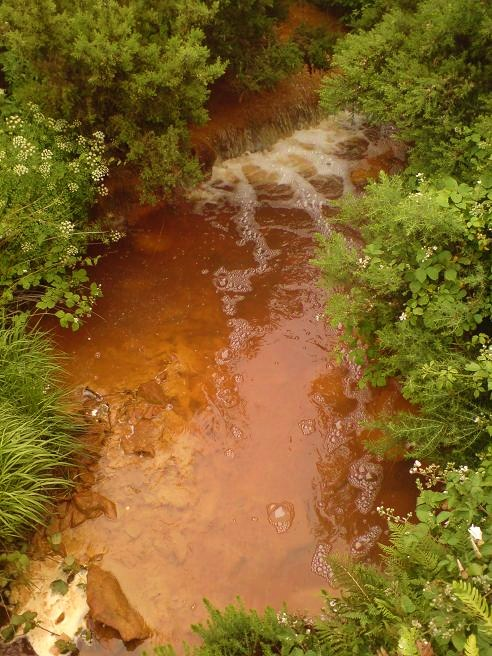
安格尔西岛废弃铜矿旁被污染的河流

大多数水污染物最终经河流汇入大海。通过水文运送模型的研究发现在一些地方污染影响到离出海口一百英里开外的地方。先进的计算机模拟如雨洪管理模式或动态溪流模拟评估模式在世界许多地方得到应用，用以评估水体污染。作为指标，滤食动物，如桡脚类生物被用于研究纽约海湾污染。毒素最高的地方并非哈德逊河口，而是向南100 km（62 mi）开外，因为掺入浮游生物组织需要几天时间。哈德逊河排污因科里奥利力沿海岸向南流出。更南地区缺氧是由于化学物质吸收氧气及水体富营养化导致的水华所致。小鱼吃掉桡脚类后再被大鱼吃掉，导致毒素沿食物链攀升，造成鱼类和贝类死亡。在食物链上每进一步都导致污染物浓度累加，如重金属（如汞）和持久性有机污染物（如滴滴涕），即生物放大型或生物累积。
大型海洋环流（涡旋）会把漂浮的海洋废弃物卷进来。例如，北太平洋环流积存了所谓的“太平洋垃圾带”，现估计比德克萨斯州大100倍。塑料垃圾会从海洋污染中吸收有毒化学物质，伤害吞食它的生物。 许多垃圾被海鸟和海鱼吃到肚子里，这阻塞消化系统，导致厌食或饿死。
许多化学物质会衰退或发生化学变化，特别是在地下水中长期留存中会这样。值得注意的化学物质是有机氯化合物，如三氯乙烯（用于工业金属清洗和电子设备生产）和干洗工业的四氯乙烯。它们本身都是致癌物质，在部分分解后生成新的有害化学物质（包括二氯乙烯和氯乙烯）。
由于地下水经看不见的含水层远距离流动，使得地下水污染比地表水污染更难以治理。无孔含水层如黏土会通过简单吸附过滤、稀释、及某些化学反应和生物活动部分净化水中细菌。然而，污染物有时会简单地转变为土地污染。地下水流经开口裂痕和洞穴而未经过滤，可视为地表水。事实上，由于人类在喀斯特地形的自然沉洞填放垃圾会使问题恶化。
许多次生问题并非来自最初污染物，而是其衍生副作用。例如，地表径流中的淤泥会阻碍阳光，妨碍水中植物进行光合作用。

## 度量

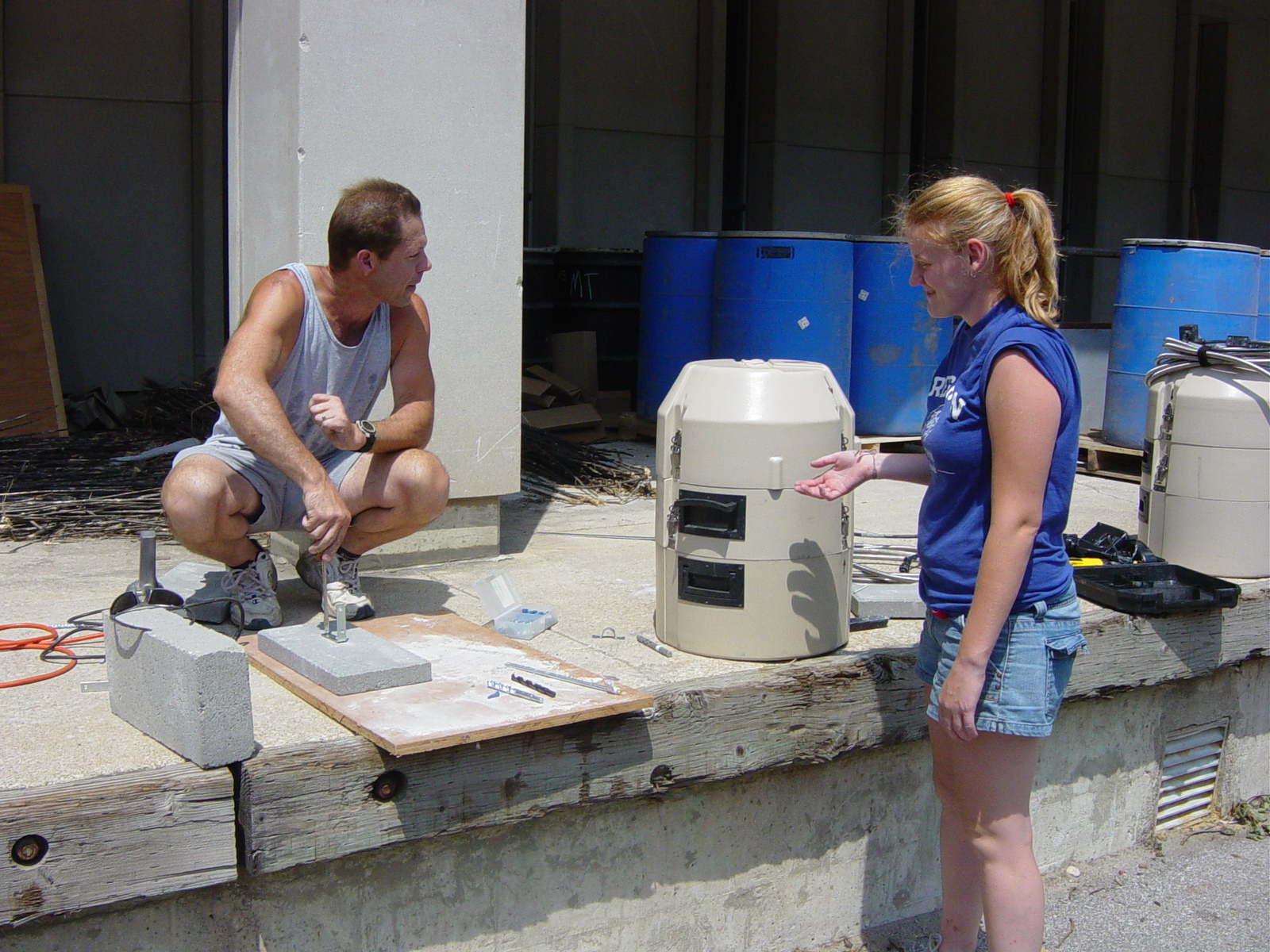
环境科学家准备水体自动取样机

分析水污染可以从几大方面进行：物理的、化学的和生物的。大多数需要搜集样本，进行专业分析测试。一些方式可以无需样本现场进行，如温度。政府机构和研究组织会公布标准、核实分析方式来整合对比不同测试得出的结果。

### 样本
对水样本进行物理或化学测试有许多方法，可根据精准要求和污染物特征选用。许多污染时间与时间紧密相连，特别是雨季来临时。由此，匆忙搜集的样本常常不足以确定污染水平。在搜集这类数据时，科学家常常使用自动取样机定时取样。
生物样本测验要从水体搜集动植物资料。根据测试种类要求，生物体可能会在测量后放回水体，或通过生物检定法进行解剖来确定毒性。

### 物理测试
常见的物理测试有温度、固体浓度（如总悬浮固体）和浊度。

### 化学测试
水样本也会用到分析化学来检验。许多现成的测试方式可以用于检验有机和无机化合物。常用的方式包括检验pH值、生化需氧量、:102化学需氧量、:104营养素（硝酸盐和磷化合物）、金属（包括铜、锌、镉、铅和汞）、油、总石油烃含量和农药等。

### 生物测试
生物测试包括利用动植物和微生物作为指标来监控水域生态系统健康。这些生物的功能、数量和状况可以揭示生态系统和环境的现状。例如，桡脚类和其它小型水生甲壳亚门可以作为生态指标。观察这些生物的变化（如生化、生理或行为）可以反映出它们所处的生态系统中的问题。

## 廢水品質指標
在自然的水路或是工業廢水中任何可氧化的材料都可以被生化（如細菌）或是化學的方式所氧化。這樣會導致水中的含氧量降低。基本上，生化氧化作用的反應式可寫作：
可氧化的材料 +細菌  +  營養素  + O2 → CO2 + H2O +已氧化的無機物如NO3或SO4
為了還原像硫化物和亞硝酸鹽等化學物質而造成的氧消耗量可以由下列表示：
S-- + 2 O2 → SO4--
NO2− + ½ O2 → NO3−
因為所有自然水路都包含細菌跟營養素，所以幾乎任何引入這樣的水路的廢化合物都會產生如同上面所述的生化反應。這些生化反應創造了一個可以在實驗室中量測的生化需氧量（BOD）。
被引入自然水路中的可氧化之化學物質（如還原物）也會同樣的產生如同上面所述的化學反應。這些化學反應創造了一個可以在實驗室中量測的化學需氧量（COD）。
生化需氧量與化學需氧量兩種測試都是廢水汙染物的相對缺氧作用的量測。此二者皆廣泛應用在污染作用的量測上。生化需氧量測試用來量測可生物降解的污染物需氧量，而化學需氧量測試則是用來量測可生物降解的污染物需氧量加上不可生物降解卻可氧化的污染物需氧量之總需氧量。
所謂的「五日生化需氧量」（5-day BOD，BOD5）是用來量測五天的期間內廢水汙染物的生化氧化作用的總耗氧量。當生化反應完全進行完成之後的耗氧總量稱為「最終生化需氧量」（Ultimate BOD）。最終生化需氧量的量測太過於曠日費時，故五日生化需氧量幾乎已經是普遍性地應用在量測相對污染作用上。
也有許多的化學需氧量測試。或許，最常用的就是「四小時化學需氧量」（4-hour COD）。
值得一提的是，在五日生化需氧量與最終生化需氧量之間，沒有普遍化的相互關係。同樣的，在生化需氧量與化學需氧量之間，沒有普遍化的相互關係。在特定廢水水流中，特定的廢水污染物是有可能發展出上述的相互關係，但是這樣的相互關係不能夠推廣到任何其他的廢水污染物或是其他任何的廢水水流中。
用來確定上述的需氧量的實驗室試驗流程可以在下列《試驗水與廢水的標準方法》（Standard Methods For the Examination Of Water and Wastewater）的章節中詳細描述：
- 五日生化需氧量與最終生化需氧量：Section 5210B與5210C
- 化學需氧量：Section 5220。

## 污水排放
在一些都會區，污水與街上的逕流被分別用衛生下水道及雨水下水道載運。沙井是典型進入這兩種下水道的進出口。在高降雨量的時期，可能會發生下水道溢流（簡稱SSO）的現象，造成潛在的公共衛生與生態上的傷害。
污水可以在未經處理或是僅少量處理的情形下，直接流進主要的流域之中。在沒有處理的情形下，污水會對環境的品質與人類的健康產生重大的影響。病原體會導致各種各樣的病症。一些化學物質即使在低濃度的情形下也會具有風險，而且在長時間下因為動物體或是人體的生物累積，它們會持續保持威脅性。

## 水質污染的治理
在清理廢水上，根據類型和汙穢的程度，有許多方法可以使用。大多數的廢水可以在工業規模的廢水處理場（Wastewater Treatment Plants，WWTPs）中處理，其中會使用包括物理式、化學式還有生物式的處理程序。然而，化糞池與其他污水就地處理設施（OSSF）普遍在鄉下地區被廣為使用，這其中包括了美國四分之一以上的家庭。最重要的好氧性處理系統是活性污泥法，這個方法必須維持並再循環可以減少廢水中有機物的微生物總量。厭氧性的處理方法廣泛的被應用在工業廢水與生物污泥的處理上。一些廢水可以高度淨化過後而回收成為中水。生態學取向的廢水處理方式，像是使用蘆葦床處理系統（RBTS）的人工溼地是可能可以採取的方式。現代的處理系統包括由首先是微孔濾膜法（或是Micro filtration，MF）或合成透析膜（synthetic membranes）過濾的三重處理過程。經過濾膜過濾後，處理過的水和從自然水源得到的水，在飲用的水質上無法分辨。可以透過微生物的脫硝作用來移除廢水中的硝酸鹽，通常會加入小量的甲醇來防止細菌以廢水當作碳的來源而滋生。臭氧廢水處理（Ozone Waste Water Treatment）也逐漸開始流行，這樣的系統需要臭氧產生機（Ozone Generator），利用臭氧氣泡過濾通過水槽來淨化廢水。
來自於工業工廠的廢水處理是個困難而且昂貴的問題。大多數的石油煉製廠與石化廠
有就地的處理設施去處理它們的廢水，故處理後廢水在排放到民用的廢水處理場或是河流、湖泊或海洋之前，水中污染物濃度必須符合當地或/和國家的合法標準。

### 工业废水处理

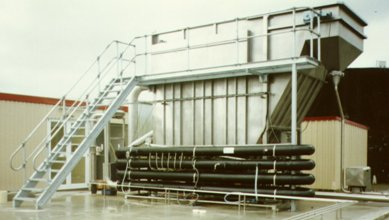
溶气浮选法系统处理工业废水

一些工业设施产生的废水类似常见的生活污水，可以通过市政设施处理。另一些工厂产生的废水中常见污染物含量很高（如油腻），或含毒（如重金属、挥发性有机化合物）及其它不常见污染物（如氨），则需要特殊系统处理。有些工厂安装预处理系统来除去有毒成分，尔后将部分处理过的废水排入市政系统。产生大量废水的工厂通常由自己的处理系统。还有一些工厂重新设计生产工艺，减少或消除污染物，即污染预防。
发电厂和制造厂产生的热水可以如下控制：
- 冷却池：人造水体，通过蒸发、对流和辐射来降温。

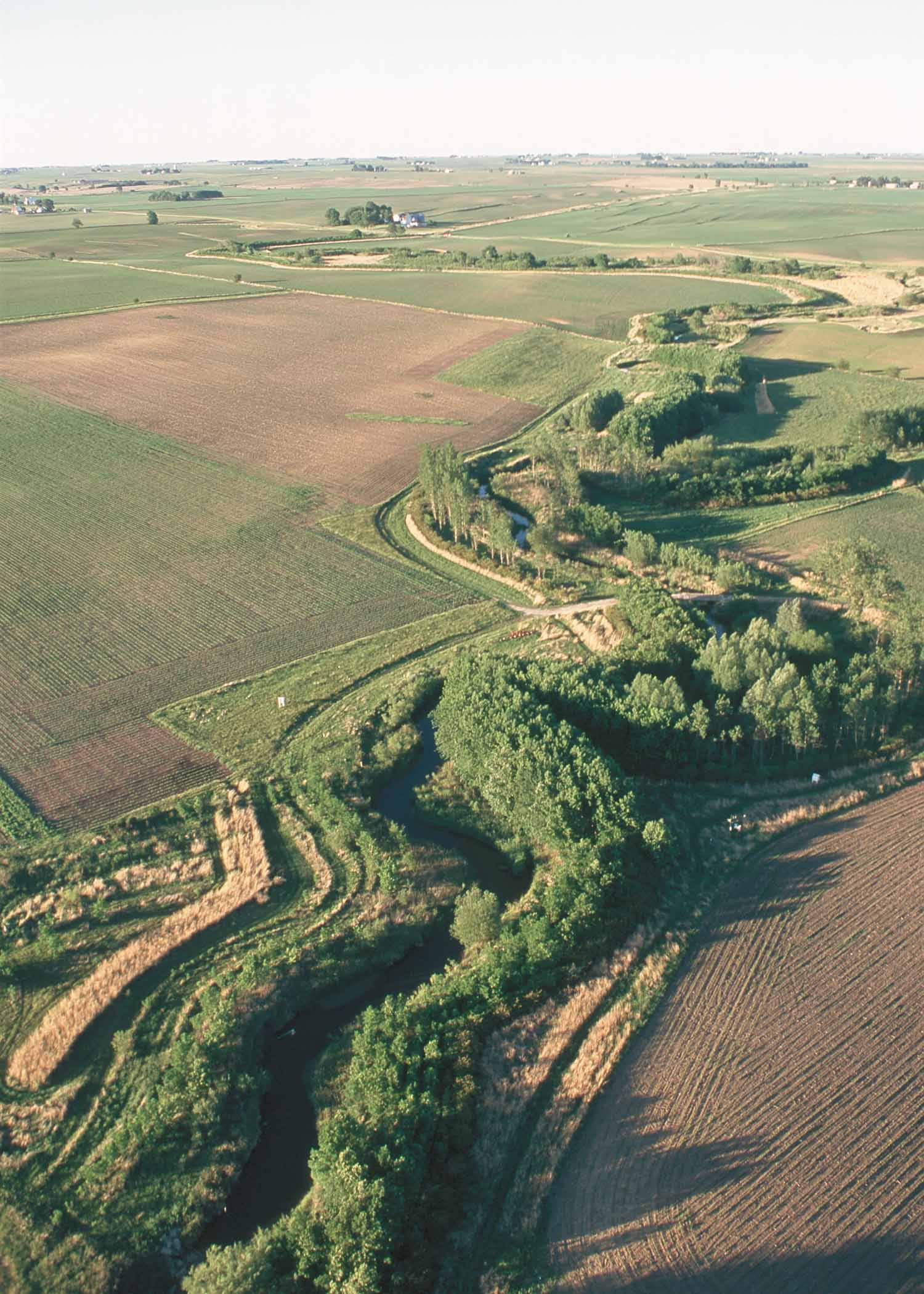
艾奥瓦州滨岸缓冲带

- 冷却塔：通过蒸发或传热将废热送入大气层。
- 热电联产：将废热回收，用于居家和工业供暖。[31]

### 农业废水处理
非点源废水控制

美国最大的农业污染来自农田冲刷出来的沉积物（土壤松动）。农民可以利用侵蚀控制来减少径流，保持土壤。常用的技术包括等高耕作、护盖农作物、轮作、种植多年生植物、设立溪流缓冲区。:pp. 4-95–4-96
农田上用的常见营养物（如氮和磷）来自于商用肥料、动物有机肥或市政工业废水及淤泥。营养物可以从残余农作物、灌溉流水、野生动物大气沉降进入径流。:p. 2–9农民可以进行养分管理来减少滥用肥料:pp. 4-37–4-38及可能的富营养污染。
为减少害虫影响，农民可以使用病虫害综合治理技术（包括生物防治）来控制害虫、减少化学杀虫剂依赖、保护水质。
点源废水处理

大型牲畜和畜禽农场，如工业化农场，即“集中型动物饲养经营”或“饲养场”在美国受到越来越多的政府监管。 畜禽粪便在密闭的厌氧塘里处理，尔后撒入操场。人工湿地有时被用于处理动物废弃物。一些畜禽粪便和秸秆、堆肥一起混合后高温处理，生成无菌松脆的肥料，改良土壤。

### 建筑工地控制
通过安装如下设施管理建筑工地泥沙：
- 侵蚀控制：如覆盖物或喷草
- 泥沙控制：如沉砂池或拦砂网[38]

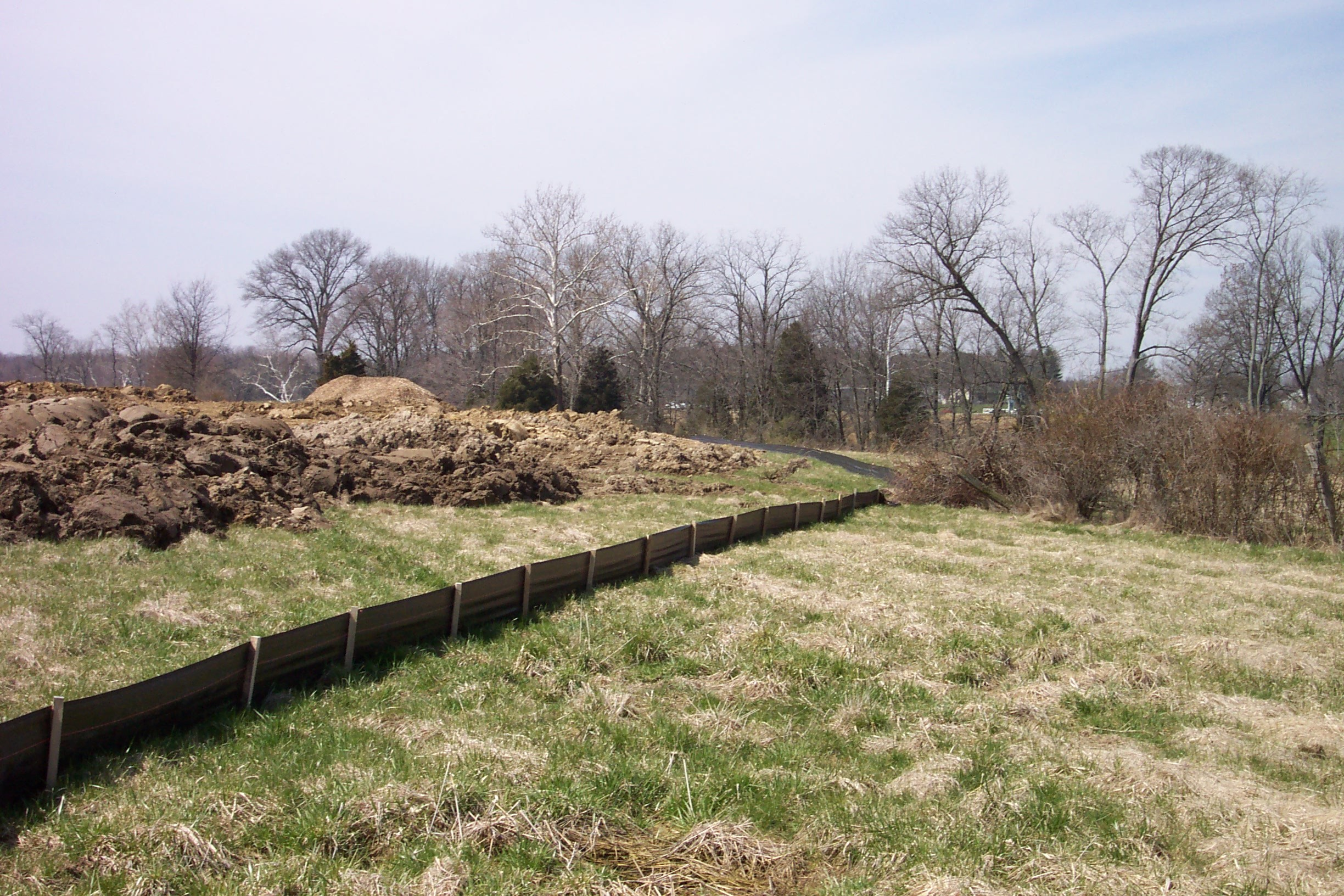
建筑工地拦砂网

排放有毒化学物如轮机燃料和分散混凝土预防如下：
- 防泄漏和控制计划
- 特殊设计的容器（如混凝土）和结构，如溢出控制和转移护道[39]

### 城市径流控制

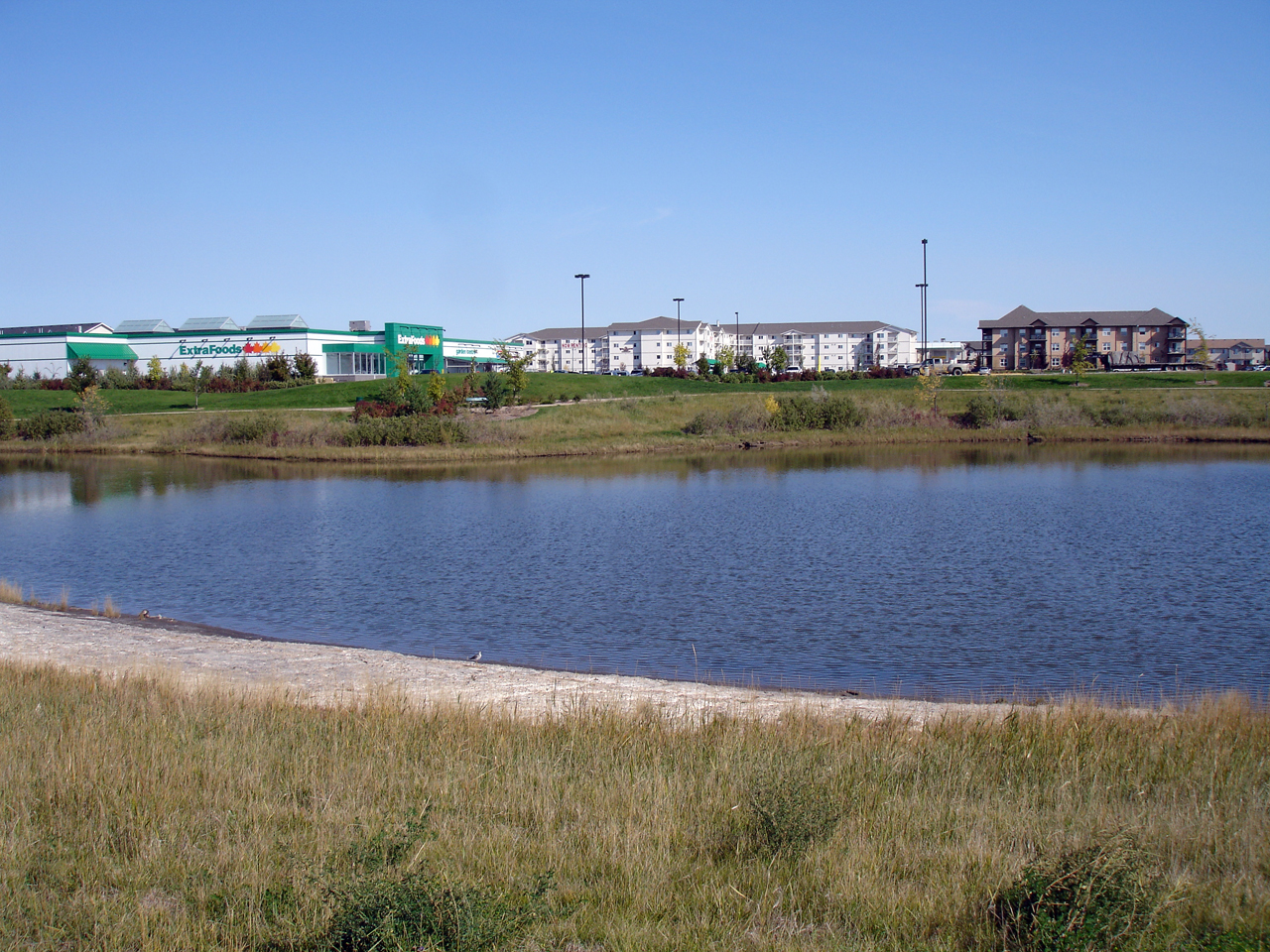
控制城市径流的调整池

城市径流有效控制方式包括减少雨水流速流量及减少污染物排放。地方政府利用各种雨水管理技术来减少城市径流影响。这些技术在美国叫做最佳管理措施，专注于控制水量及水质。
污染物预防措施包括低影响开发技术、安装绿化屋顶、优化应用化学品（如管理轮机燃油、化肥和农药）。径流缓和系统包括渗滤池、生态调节池、建设湿地、调整池等类似设施。
城市径流的热污染可以通过雨水管理系统得以控制，系统吸收径流或将其注入地下水、如生态调节系统和渗滤池。由于在注入溪流前雨水会被阳光加热，渗滤池在调节温度上效果相对欠佳。:p. 5–58

### 回收再用
經過處理過的廢水可利用回收作為飲用水，如新加坡；或是作為工業上的使用，如冷卻塔；或是用來作地下水補注（artificial recharge of aquifers）；或是用在農業上，像以色列70%的農業灌溉都是用高度淨化的廢水；或是如佛羅里達的沼澤地那樣，利用處理過的廢水來進行自然生態系的修復重建工作。

### 香港水質污染處理部門
香港水質污染處理部門有“環境保護署”以及“香港污水處理廠”

## 历史与现状
| 时期   | 情况 |
| ------ | --- |
| 18世纪 | 英国工业发展中大量的工业废水废渣倾入江河，开始造成泰晤士河污染。后经过百余年的治理，1970年代，水质才得到改善，河流生态逐渐恢复。 |
| 19世纪 | 世纪初，莱茵河发生严重污染。 |
| 20世纪 | - 1953年～1972年：日本九州熊本县水俣市水俣病事件。有机汞污染了当地水体，死亡百余人。 - 1955年～1979年：日本富山县神通川流域痛痛病事件。事件中发生了水体镉污染。到1977年已死亡200余人。 - 1980年代：中国松花江发生汞污染事件，近百名渔民被送进医院进行观察治疗。松花江江鱼因为汞蓄积量过高而不能食用。 - 1980年代末（1987年底）～1992年：由于食用被病毒污染的滩涂贝类毛蚶，引发中国上海甲型肝炎大流行。病毒污染来源于渔民中甲肝患者粪便直接入海，污染了渔场海水。 |

更多的突发性水質污染事故参看水污染事故列表

## 外部連結
- 綠色和平：水污染防治網站（页面存档备份，存于）
- 中國水污染‧現況 （页面存档备份，存于）
- 《時尚之毒—全球服裝品牌的中國水污染調查》報告（页面存档备份，存于）
- 《解"毒"珠江 - 珠三角工業水污染調查》（页面存档备份，存于）
- （英文）Industrial Pollution Information from the Coastal Ocean Institute （页面存档备份，存于）, 伍茲霍爾海洋研究所（Woods Hole Oceanographic Institution）
- （英文）Domestic Pollution and Sewage Information from the Coastal Ocean Institute （页面存档备份，存于）, 伍茲霍爾海洋研究所（Woods Hole Oceanographic Institution）
- （英文）Nijhuis Water Technology（页面存档备份，存于）
- （英文）Ozone Technology[永久]
- （英文）Wastewater treatment with Activated Carbon by Chemviron Carbon